# Fox Feature Syndicate
Pour les articles homonymes, voir Fox.
Fox Features Syndicate est une maison d'édition américaine de comic books fondée en 1939 par Victor S. Fox et disparue en 1951. C'est dans une de ses publications qu'est apparu la série Blue Beetle. 
À la fin des années 1930, Victor Fox engage Alfred Harvey qui devient rapidement responsable éditorial. C'est aussi à cette période que Jack Kirby et Joe Simon travaillent pour Fox.